# Islam au Kirghizistan

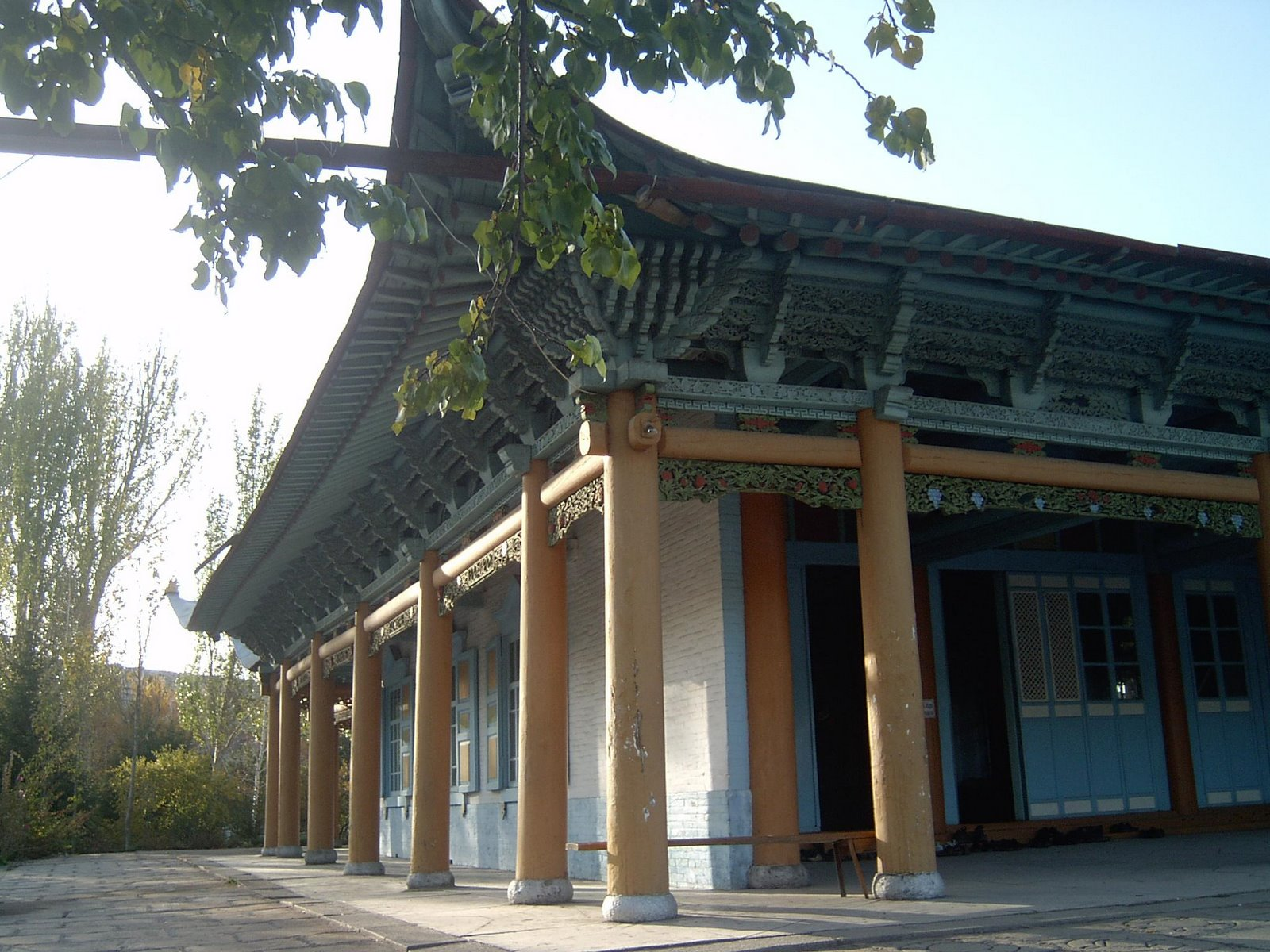
La mosquée Dungan à Karakol.

Une majorité estimée à 86,3 % des Kirghizes est musulmane d'obédience sunnite, mais des communautés russes athées ou orthodoxes sont aussi présentes. Les Ouzbeks, qui représentent 12,9 % de la population, sont musulmans sunnites. La proportion de non-musulmans dans la population du Kirghizistan est actuellement en baisse : les Russes, Ukrainiens et Allemands constituaient 31,9 % de la population en 1979, alors qu'ils ne constituent plus aujourd'hui que 14,9 % de la population.
L'islam est arrivé au Kirghizistan au VIIIe siècle. Sous l'ère soviétique, néanmoins, la culture musulmane a été largement effacée. Actuellement, la plupart des kirghizes pratiquent leur religion en y incorporant des coutumes chamaniques, avec un renouveau depuis l'indépendance du Khirgizistan. La plupart des chefs religieux ne s'impliquent pas dans les communautés, mais se contentent d'assurer la prière pour les gens qui viennent à la mosquée. Des différences régionales de pratique existent: le sud du Kirghizistan est plus religieux, alors que le nord est plus sécularisé. Après la chute de l'Union soviétique, la Kirghizistan est resté un État laïc, qui ne cherche pas à avoir une influence sur la pratique religieuse.

## Introduction de l'islam

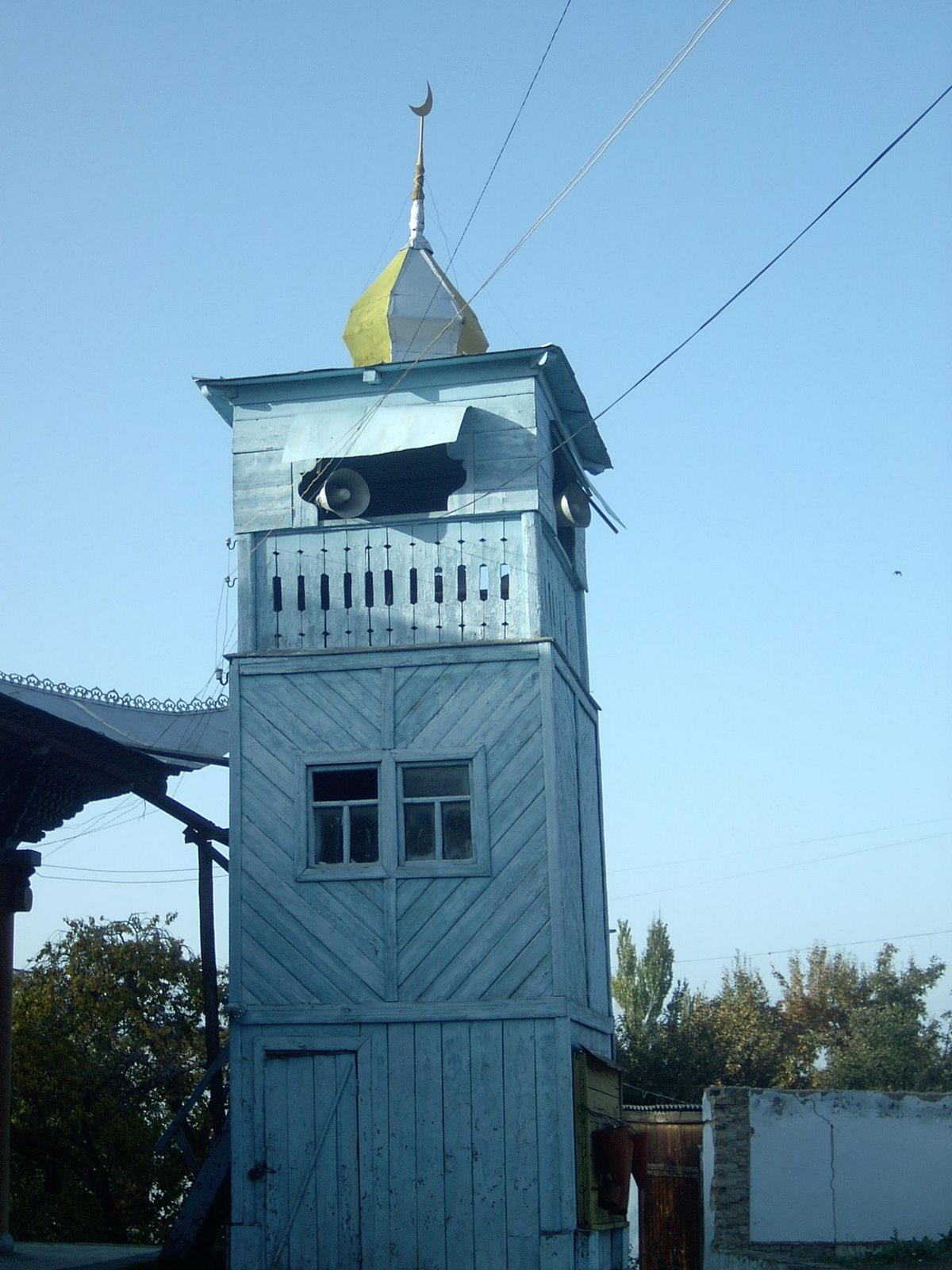
Le minaret de la mosquée Dungan, à Karakol.

L'islam a été introduit dans les tribus Kirghizes entre le VIIIe et le  XIIe siècle. Une seconde vague d'islamisation a eu lieu au XVIIe siècle, lorsque les Dzoungars poussèrent les Kirghizes de la région des Monts Tian dans la vallée de Ferghana, dont la population était complètement musulmane. Néanmoins, comme le danger Dzoungar persistait, une petite partie de la population kirghize est retournée aux coutumes tribales antérieures. Quand le khanat de Kokand a atteint le nord du Kirghizistan au XVIIIe siècle, de nombreuses tribus kirghizes du nord sont restées à distance des pratiques islamiques du régime en place. Toutefois, à la fin du XIXe siècle, toute la population kirghize s'est convertie à l'islam sunnite. Chaque groupe ethnique musulman a sa propre tradition légale islamique, mais a aussi préservé des coutumes et des traditions pré-islamqiue.

## L'influence tribale
En même temps que l'islam, certains kirghizes pratiquent le tengrisme. Il s'agit de reconnaître sa parenté avec une espèce particulière d'animal et de vivre en harmonie avec les esprits de la nature, des ancêtres, de la terre et du ciel. Cette religion primitive a précédé l'islam, et les Kirghizes ont traditionnellement choisi des rennes, des serpents, des chouettes ou des ours comme objets d'adoration. Le ciel, la terre, le soleil et la lune jouent aussi un rôle important. La forte dépendance des nomades envers les forces de la nature a favorisé les croyances chamaniques, qui sont proches des pratiques chamaniques de Sibérie. Des traces de telles pratiques persistent chez beaucoup de Kirghizes du nord. Par contre, le sud du Kirghizistan manifeste un intérêt plus grand pour l'islam, particulièrement près d'Och.

## L'islam et l'État

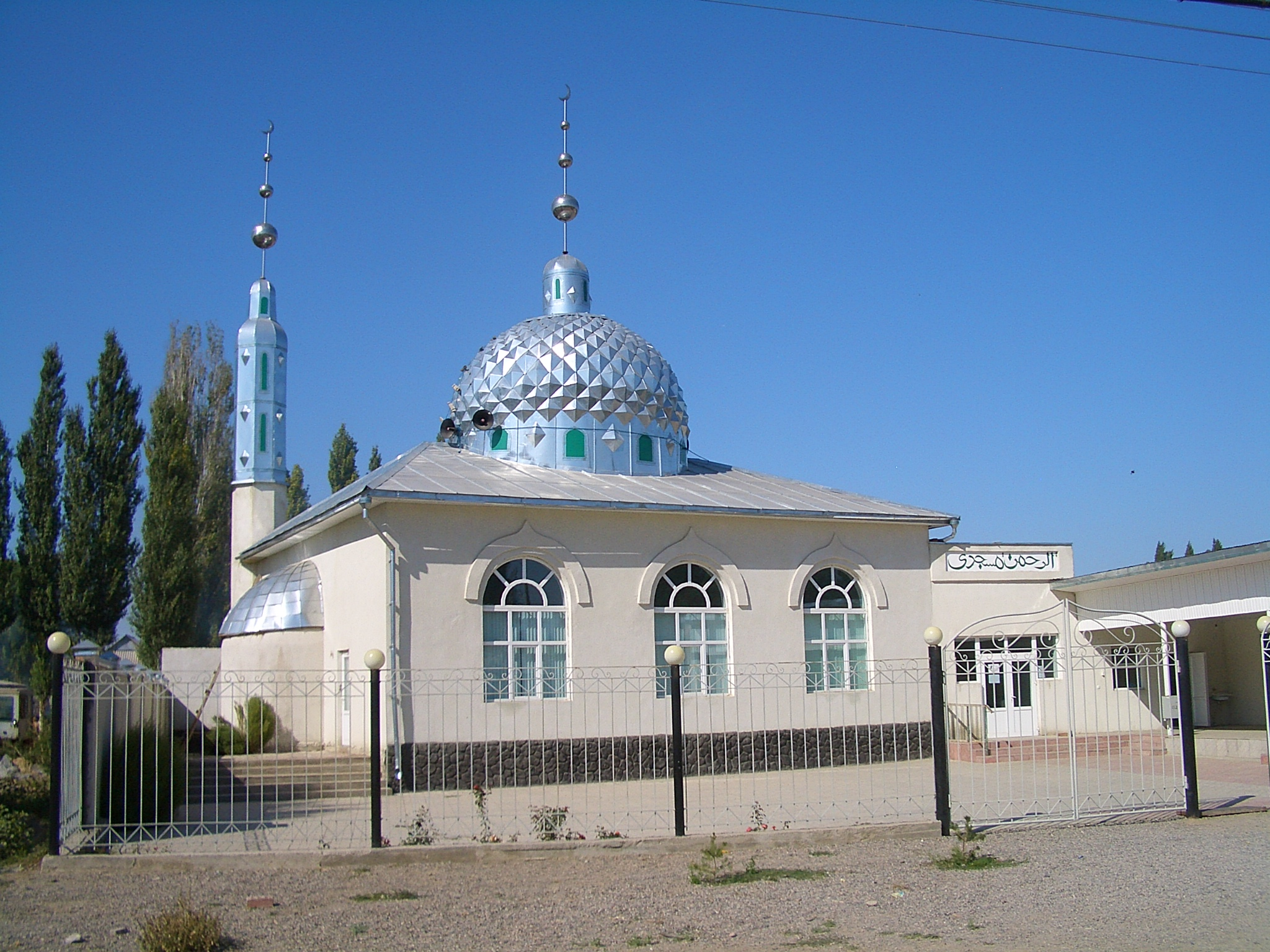
Une nouvelle mosquée de village à Milyanfan, dans la province de Tchouï.

Bien que la religion n'ait pas joué un rôle majeur dans la politique du Kirghizistan, les valeurs traditionnelles de l'islam ont été fortement promues même si la constitution nationale fait du Kirghizistan un État laïc. La constitution garantit qu'aucune religion ou idéologie n'interfère avec la conduite de l'État, mais un nombre grandissant de personnages publics manifeste son soutien aux traditions islamiques. Comme dans d'autres pays d'Asie centrale, les ressortissants étrangers ont été inquiétés par le fondamentalisme islamique après la Révolution iranienne, car une partie de la population voulait ériger un État islamique comme en Iran et en Afghanistan.
Mais à cause des conséquences économiques néfastes de l'exode progressif des Russes, le président Askar Akayev a pris un grand soin de rassurer les ressortissants étrangers qu'ils n'avaient pas à craindre de révolution islamique. Il a rendu visite à l'importante église orthodoxe de Bichkek, et a même offert un million de roubles pour la construction d'églises orthodoxes. Il a soutenu de la même manière un centre culturel allemand. Les gouvernements locaux, eux, soutiennent la construction de grandes mosquées et de medersas. Par ailleurs, des propositions de lois ont été formulées pour décriminaliser la polygamie et pour permettre aux personnages publics de faire le hadj vers La Mecque sans payer les taxes.

## Situation actuelle

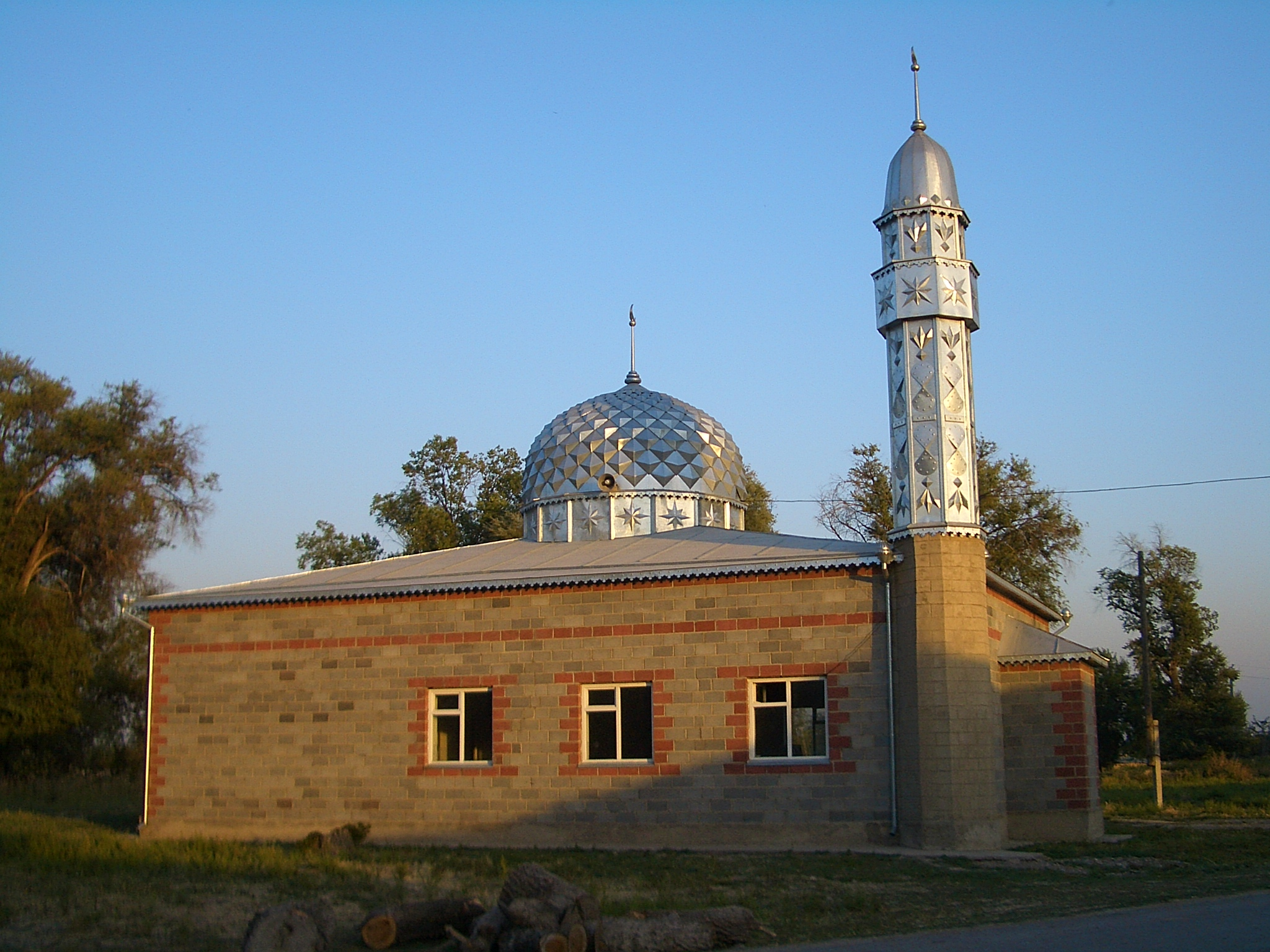
Une nouvelle mosquée dans le district de Ysyk-Ata

Lors d'une interview en juillet 2007, Bermet Akayeva, la sœur de l'ancien président Askar Akayev, a affirmé que l'islam s'enracinait de plus en plus au Kirghizistan. Elle a insisté sur le fait que de nombreuses mosquées avaient été construites, et que les Kirghizes devenaient plus pratiquants, ce qui contribuait à rendre la société plus morale. Dans le mouvement international de promotion de la finance islamique, le Kirghizistan a introduit de système de prêts, et le pays propose aujourd'hui de nombreux produits et services de finance islamique.
L'État kirghize reconnaît deux fêtes islamiques : l'Aïd el-Fitr (Öröz Ayt), qui clôt le Ramadan, et l'Aïd el-Adha (Kurban Ayt), qui commémore le sacrifice d'Abraham. L'État reconnaît aussi le Noël orthodoxe ainsi que la fête perse traditionnelle de Norouz.